# Bourg-le-Comte
Bourg-le-Comte é uma comuna francesa na região administrativa de Borgonha-Franco-Condado, no departamento Saône-et-Loire. Estende-se por uma área de 11,67 km². Em 2010 a comuna tinha 180 habitantes (densidade: 15,4 hab./km²).